# Baker-Ollis-Sydnon-Synthese
Die Baker-Ollis-Sydnon-Synthese ist eine Namensreaktion der organischen Chemie zur Synthese von Sydnonen. John Campbell Earl (1890–1978) und Alan W. Mackney (1913–2003) berichteten 1935 zum ersten Mal von der Synthese, welche später nach Wilson Baker (1900–2002) und William David Ollis (1924–1999) benannt wurde – den Forschern, die 1957 den Strukturvorschlag für die Sydnone formulierten und den Begriff mesoionische Verbindungen prägten.

## Übersichtsreaktion
Sydnon wird aus N-Substituierten α-Aminosäuren und einer dehydratisierenden Verbindung, wie Essigsäureanhydrid, synthetisiert.
Die in der Übersichtsreaktion gezeigte Struktur des Sydnons ist nach Baker und Ollis eine besonders relevante Grenzstruktur. Für das Sydnon lassen sich u. a. folgende mesomere Grenzstrukturen zeichnen:

## Reaktionsmechanismus
Im vorgeschlagenen Reaktionsmechanismus greift die N-Substituierten α-Aminosäuren zunächst Essigsäureanhydrid nukleophil an. Nach doppelter Essigsäure-Abspaltung und Cyclisation entsteht dann das Sydnon.

## Modifikation
Neben Essigsäureanhydrid lassen sich auch Trifluoressigsäureanhydrid, Thionylchlorid und Phosgen als dehydratisierende Verbindung verwenden. Wird Trifluoressigsäureanhydrid verwendet, kann die Reaktion besonders schnell ablaufen. In wässrigen Lösungen lässt sich ebenfalls N,N′-Diisopropylcarbodiimid bei Raumtemperatur verwenden.